# Florin Daniel Pripici
Florin Daniel Pripici (* 7. März 1995 in Sinaia) ist ein ehemaliger rumänischer Skilangläufer.

## Werdegang
Pripici trat für den Clubul Sportiv Școlar Sinaia an und nahm bis 2013 an Juniorenrennen teil. Bei der Skilanglauf-Europameisterschaft 2013 gewann er Bronze im Sprint, Silber im 10-km-Massenstartrennen und Gold im Einzelrennen über 10 km. Im Januar 2014 startete er beim Sprint in Szklarska Poręba erstmals bei einem Weltcuprennen, welches er auf dem 54. Platz beendete. Dies war seine einzige Teilnahme am Weltcup. Bei den Olympischen Winterspielen 2014 in Sotschi belegte er im Sprint den 68. Platz und im Teamsprint den 18. Platz. Im Februar 2015 kam er bei den nordischen Skiweltmeisterschaften in Falun auf den 84. Rang über 15 km Freistil und den 72. Platz im Sprint. Bei den U23-Weltmeisterschaften 2016 in Râșnov errang er den 65. Platz über 15 km Freistil und den 23. Platz im Sprint und im folgenden Jahr bei den U23-Weltmeisterschaften in Soldier Hollow den 42. Platz über 15 km Freistil und den 39. Platz im Sprint.